# Trichiotinus
Genre
Synonymes
- Trichinus Kirby, 1827[2]

Trichiotinus est un genre d'insectes de l'ordre des coléoptères, de la famille des Scarabaeidae.

## Liste d'espèces
Selon BioLib (26 février 2020), Catalogue of Life (26 février 2020) et ITIS (26 février 2020) :
- Trichiotinus affinis (Gory & Percheron, 1833)
- Trichiotinus assimilis (Kirby, 1837)
- Trichiotinus bibens (Fabricius, 1775)
- Trichiotinus lunulatus (Fabricius, 1775)
- Trichiotinus piger (Fabricius, 1775)
- Trichiotinus rufobrunneus (Casey, 1914)
- Trichiotinus texanus (Horn, 1876)
- Trichiotinus viridans (Kirby, 1837)